# Lugnets skola

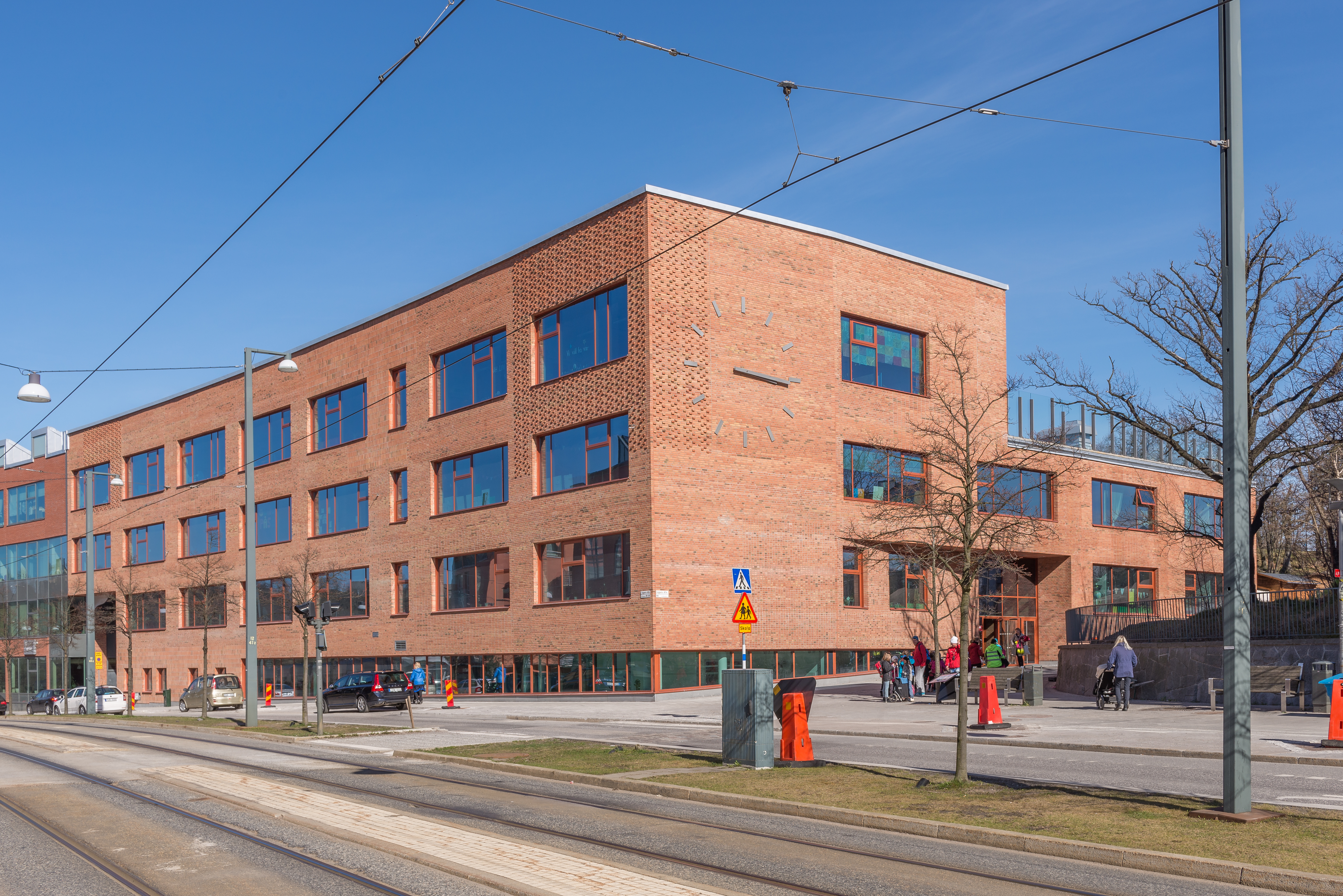
Skolan i april 2014.

Lugnets skola är en kommunal skola vid Lugnets Allé 66 i Södra Hammarbyhamnen i Södermalms stadsdelsområde i Stockholms kommun. Skolan startades 2011 och hade läsåret 2013/2014 cirka 400 skolelever. Skolans egen byggnad uppfördes 2013 på en tidigare skolgård. Skolan ritades av AIX Arkitekter på uppdrag av SISAB och nominerades till årets Stockholmsbyggnad 2014.

## Byggnader
Skolbyggnaden invigdes vid årsskiftet 2013/14. Huset har en tegelfasad murad på platsen som arkitekterna beskriver som inspirerad av den tegelornamentik som präglat många äldre Stockholmsskolor. Mot baksidan finns en takterrass och en mindre skolgård som i nivåer klättrar upp mot parken bakom.
Byggnaden nominerades som en av tio byggnader till Årets Stockholmsbyggnad 2014. I sina motiveringar till nomineringen lyfta juryn bland annat fram kvalitén i material och att skolan utnyttjar taken för att skapa större utomhusutrymmen på den begränsade tomten. Karolina Keyzer, Stadsarkitekt i Stockholms stad och jurymedlem i Årets Stockholmsbyggnad menade att det är en Skolbyggnad som med hög ambition placerats in och anpassat sig till platsen med en tydlig, lugn och värdig sida mot staden och en mer lekfullt öppen upp mot ekbacken. Takterrassen och de omsorgsfullt platsmurade tegelfasaderna visar att skolan är just så viktig att bara hållbara material och kvalitet står till buds när staden bygger skola.

## Bilder

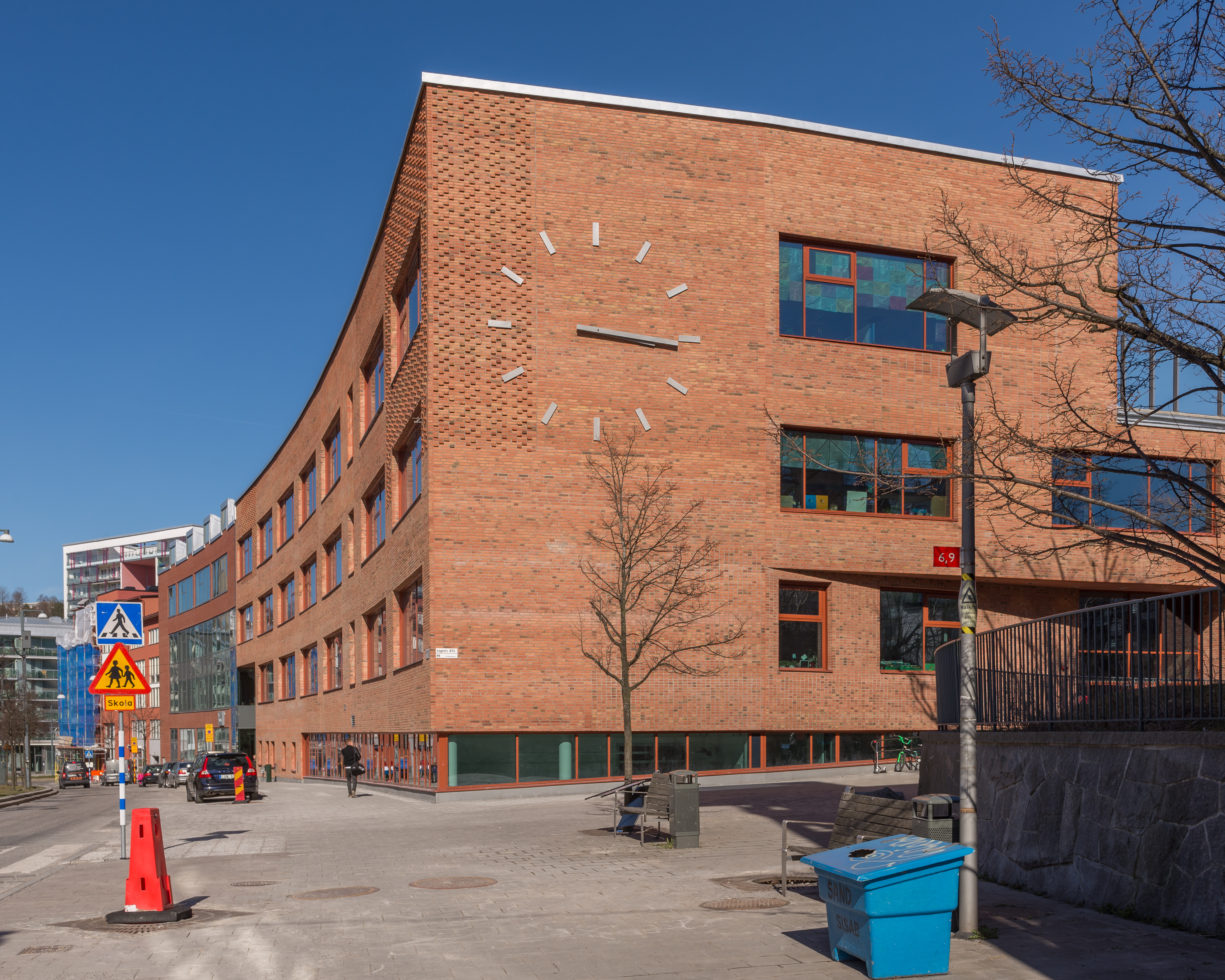
Den nya skolbyggnaden, fasad mot Lugnets Allé.
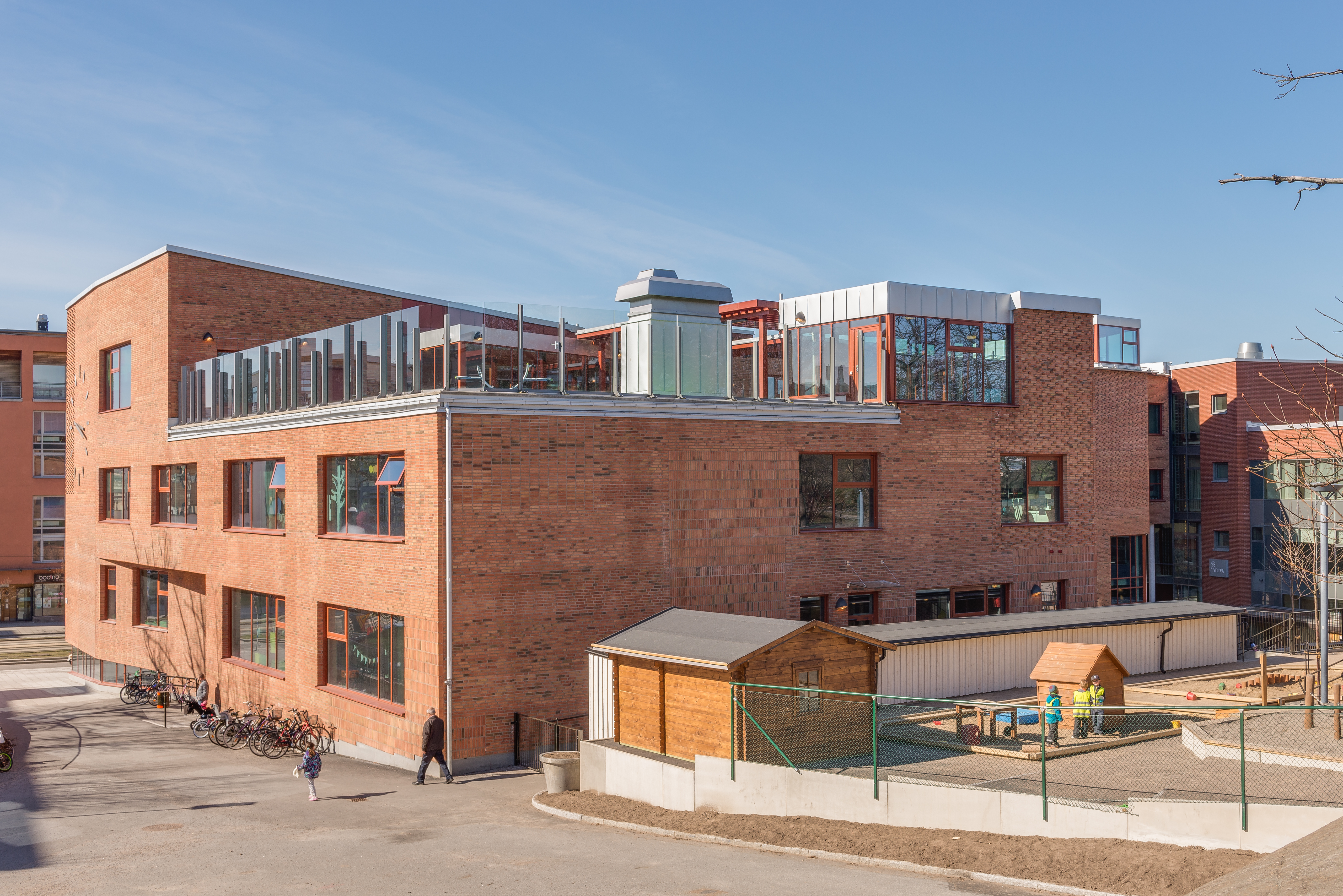
Skolans baksida med takterrassen.
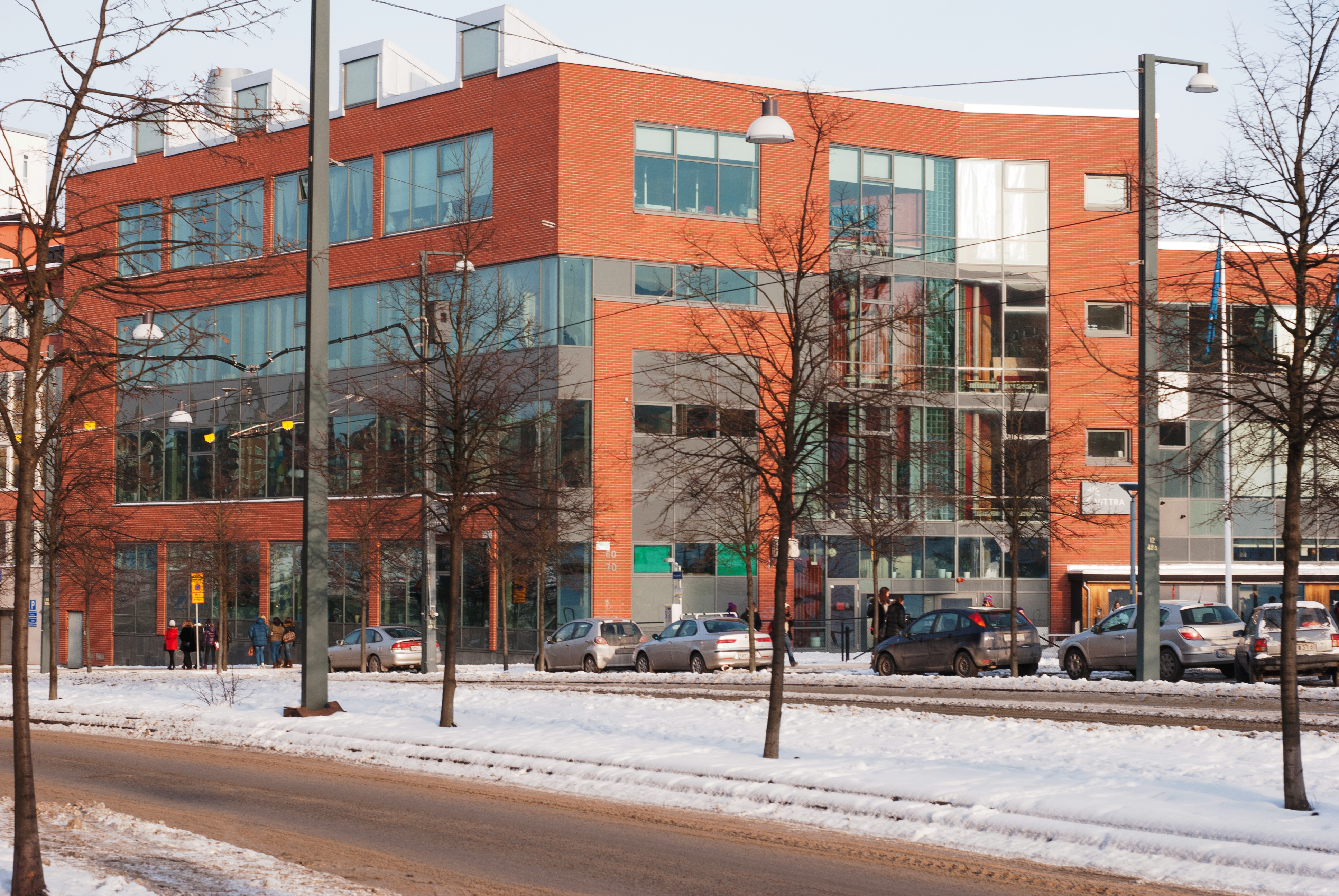
Den äldre grannskolan, på vars skolgård den nya skolan byggdes.